# Liste der Biografien/Schas
Liste der Biografien |
Portal Biografien |
Personensuche
# |
A |
B |
C |
D |
E |
F |
G |
H |
I |
J |
K |
L |
M |
N |
O |
P |
Q |
R |
S |
T |
U |
V |
W |
X |
Y |
Z |
?
 
Sa |
Sb |
Sc |
Sd |
Se |
Sf |
Sg |
Sh |
Si |
Sj |
Sk |
Sl |
Sm |
Sn |
So |
Sp |
Sq |
Sr |
Ss |
St |
Su |
Sv |
Sw |
Sy |
Sz
 
Sca–Sce |
Sch |
Sci–Scz
 
Scha |
Schc |
Schd |
Sche |
Schg |
Schi |
Schj |
Schk |
Schl |
Schm |
Schn |
Scho |
Schp |
Schr |
Schs |
Scht |
Schu |
Schv |
Schw |
Schy
 
Schaa |
Schab |
Schac |
Schad |
Schae |
Schaf |
Schag |
Schah |
Schai |
Schaj |
Schak |
Schal |
Scham |
Schan |
Schap |
Schaq |
Schar |
Schas |
Schat |
Schau |
Schav |
Schaw |
Schax |
Schay |
Schaz
Die Liste der Biografien führt alle Personen auf, die in der deutschsprachigen Wikipedia einen Artikel haben. Dieses ist eine Teilliste mit 30 Einträgen von Personen, deren Namen mit den Buchstaben „Schas“ beginnt.

## Schas

### Schasa
- Schasar, Salman (1889–1974), israelischer Politiker und dritter Präsident IsraelsSalman Schasar (1889–1974)

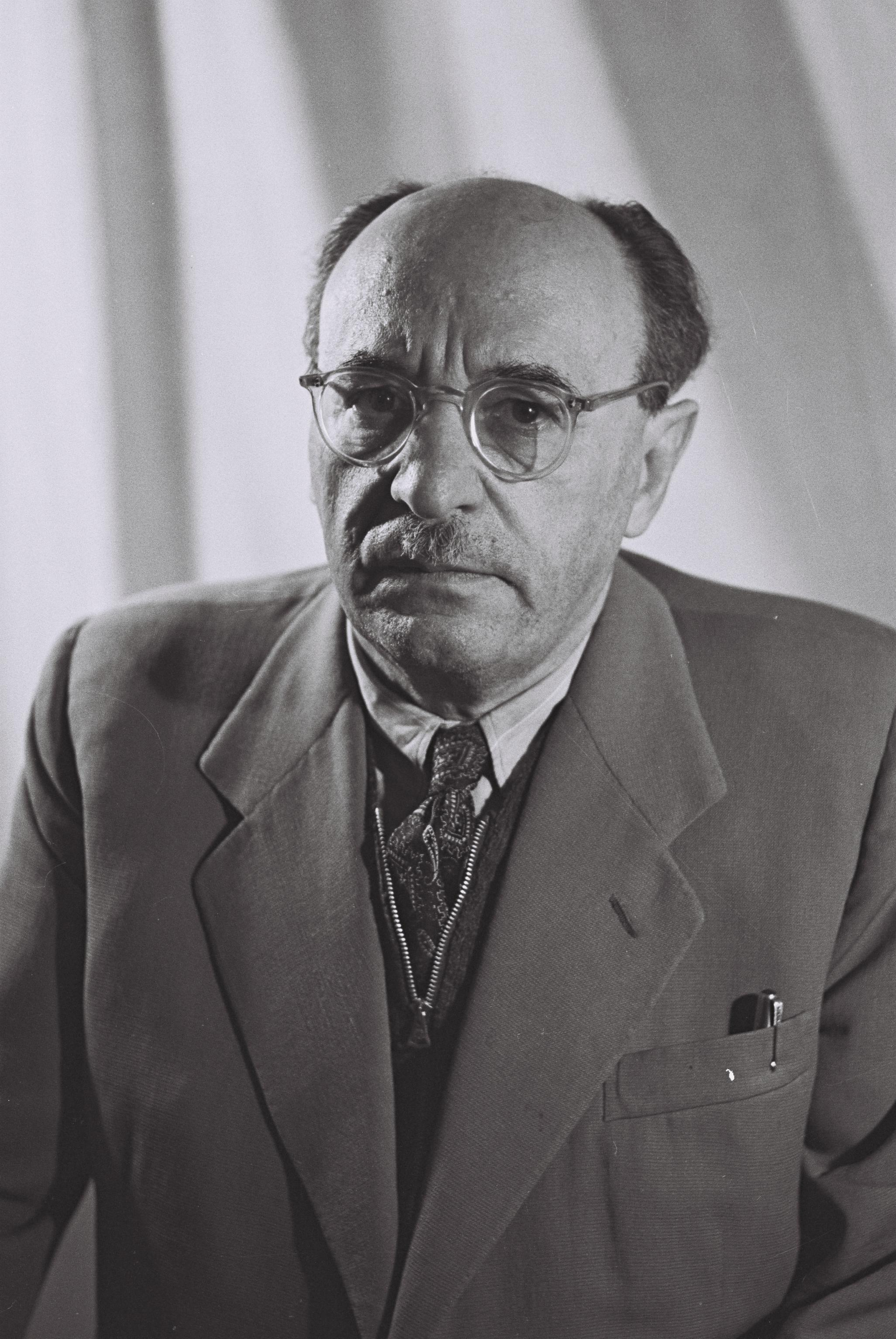
Salman Schasar (1889–1974)

### Schasc
- Schascha-Biton, Jifat (* 1973), israelische Politikerin
- Schaschek, Ludwig (1888–1948), österreichischer Kameramann
- Schascherin, Wiktor (* 1962), sowjetischer Eisschnellläufer
- Schaschiaschwili, Giorgi (* 1979), georgischer Fußballspieler
- Schaschina, Jelisaweta Sergejewna (1805–1903), russische Pianistin und Komponistin
- Schasching, Annabel (* 2002), österreichische Fußballspielerin
- Schasching, Beate (* 1961), österreichische Politikerin (SPÖ), Abgeordnete zum Nationalrat, Landtagsabgeordnete und Gemeinderätin
- Schasching, Johannes (1917–2013), österreichischer Jesuit, Sozialethiker, Professor und Autor
- Schasching, Rudolf (1957–2022), österreichischer Opernsänger (Tenor)
- Schaschkewytsch, Markijan (1811–1843), ukrainischer Schriftsteller; Dichter; Priester der ukrainisch griechisch-katholischen Kirche
- Schaschkewytsch, Wolodymyr (1839–1885), ukrainischer Schriftsteller, Dichter, kulturpädagogischer-, sozialer- und politischer Aktivist
- Schaschkina, Kira Alexandrowna, russische Pianistin und Pädagogin
- Schaschko, Leopold (1880–1952), österreichischer Politiker (DNSAP, NSDAP), Landtagsabgeordneter
- Schaschko, Raphael (* 1985), deutscher Fußballspieler
- Schaschkow, Serafim Serafimowitsch (1841–1882), russischer Journalist und Ethnograph
- Schaschl, Sabine (* 1967), österreichische Kunsthistorikerin und Kuratorin
- Schaschl-Schuster, Irene (1895–1979), österreichische Keramikerin, Grafikerin und Textildesignerin

### Schase
- Schaser, Angelika (* 1956), deutsche Historikerin

### Schasl
- Schasler, Max (1819–1903), deutscher Philosoph, Kunstkritiker, Kunsthistoriker

### Schasm
- Schasmjen (1894–1978), armenische Schauspielerin und Politikerin

### Schass
- Schassberger, Ernst Karl (* 1975), deutscher Koch
- Schassberger, Rolf (1939–2018), deutscher Mathematiker und Hochschullehrer
- Schassusaqow, Säken (* 1957), kasachischer Generaloberst und Politiker

### Schast
- Schastin, Anatoli Michailowitsch (1930–1995), sowjetischer und russischer Journalist, Schriftsteller und Lokalhistoriker
- Schastin, Jegor Jewgenjewitsch (* 1982), russischer Eishockeyspieler
- Schastitko, Alewtina Wladimirowna (* 1939), sowjetische Speerwerferin
- Schastok, Erwin (* 1939), deutscher Hörspielsprecher und Synchronsprecher

### Schasu
- Schasuar, Hiua (* 1972), deutsch-irakischer Bildhauer

### Schasz
- Schaszjuk, Aljaksandr (* 2002), belarussischer Fußballspieler